# Temnothorax skwarrae
Temnothorax skwarrae is een mierensoort uit de onderfamilie van de Myrmicinae. De wetenschappelijke naam van de soort werd voor het eerst geldig gepubliceerd in 1931 door William Morton Wheeler.